# Białe Błota (Aleksandrów Kujawski)
Białe Błota – część miasta Aleksandrów Kujawski, dawny folwark należący do rodziny Trojanowskich.
Białe Błota znajdują się w północno-wschodniej części miasta. Do ważniejszych obiektów na terenie Białych Błot należą Pałac Trojanowskich, Park Miejski, Zespół Szkół nr 1, oraz zakłady przemysłowe, w tym dawna cegielnia.